# 85. nordlige breddekreds
Den 85. nordlige breddekreds (eller 85 grader nordlig bredde) er en breddekreds, der ligger 85 grader nord for ækvator. Den løber gennem Ishavet.